# Lumumba (película)
Lumumba es una película biográfica de 2000 dirigida por Raoul Peck y protagonizada por Eriq Ebouaney, Alex Descas y Théophile Sowié.
La película está basada en hechos reales y dramatiza por primera vez el ascenso y caída del legendario líder africano Patrice Lumumba, que fue en 1960 el Primer Ministro del Congo después de su independencia de Bélgica.

## Argumento
Tras la independencia total del Congo como colonia de Bélgica, Patrice Lumumba fue el Primer Ministro de la República Democrática del Congo. Fue Primer Ministro solo durante unos meses, entre junio y septiembre de 1960, ya que luego fue derrocado y puesto bajo arresto domiciliario. Fue asesinado en enero de 1961 y nombrado héroe nacional en 1966.

## Recepción
| Actor             | Personaje                         |
| ----------------- | --------------------------------- |
| Eriq Ebouaney     | Patrice Émery Lumumba             |
| Alex Descas       | Joseph Mobutu                     |
| Théophile Sowié   | Maurice Mpolo                     |
| Maka Kotto        | Joseph Kasa Vubu                  |
| Dieudonné Kabongo | Godefroid Munungo                 |
| Pascal N'Zonzi    | Moïse Tshombe                     |
| André Debaar      | Walter J. Ganshof Van der Meersch |
| Cheik Doukouré    | Joseph Okito                      |

## Producción
El director Raoul Peck vivió parte de su juventud en el Congo, justo después de estos acontecimientos. Influenciado por esa experiencia y lo que oyó allí al respecto, en 1991 ya filmó el documental Lumumba, la muerte de un profeta. Más tarde eso, junto con su experiencia de lo que vio mientras que fue Ministro de Cultura en Haití durante 18 meses después de haber hecho ese documental, en la que vio una atmósfera parecida a la que ocurrió en esos acontecimientos, le influenció para desarrollar también esta película sobre Lumumba.
La película fue filmada en Zimbabue, Mozambique y Bélgica.No se filmó en el Congo por la guerra civil de entonces.

## Recepción
Hoy en día la película ha sido valorada en portales cinematográficos y por críticos profesionales. En IMDb, con unos 2100 votos registrados, el filme obtiene una media ponderada de 7,2 sobre 10. En cuanto a Rotten Tomatoes, los más de 1000 votos registrados le dieron allí una valoración media de 7,2 de 10, mientras que los 60 críticos profesionales en el portal le dieron una valoración de 7,2 de 10. También cabe destacar, que en el periódico La Vanguardia los usuarios que dieron su opinión allí le dieron a la película una aprobación del 65 %.